# 白米甕砲台
白米甕砲台，又稱白米甕堡壘，是位於台灣基隆市中山區太白莊的一處砲台遺址，過去曾是台灣日治時期基隆要塞司令部的要塞轄內設施。目前屬基隆市所管轄的市定古蹟。

## 歷史
白米甕砲台今天所見的各項砲台設施，全數是明治時期日軍因應日俄戰爭整備求，由其陸軍築城部本部，重新設計興建而成的海岸型堡壘，至於名稱由來，則有一說此地區在過去17世紀時，可能曾設置名為「Milaen」的一座堡壘，此堡壘訊息能夠從《淡水與其附近村社暨雞籠島略圖》得知，然而迄今的考證並無確信證據證明此堡壘的存在，另外，有此一說：太白莊地區別稱為「荷蘭城」，源自於當時駐紮該區的清兵與戰後遷台居此之地的居民，多為湖南籍，而後因語言之誤，諧音為「荷蘭」遂名而來。此外在清領時期，劉銘傳曾在鄰近火號山附近興建仙洞砲台（Fort Clement）。
在要塞的正式名稱方面，日本國陸軍省的官方文件稱其為「白米甕砲台」，1921年至28年由大日本帝國陸地測量部繪製的《二萬五千分之一臺灣地形圖》稱其為「白米砲台」。標準的日文音譯通稱為「はくまいおう」「はくべいおう」，在1945年美軍繪製的台灣城市地圖則有「はくべいがおう」的音譯。

### 興建
1900年（明治33年），台灣總督府築城部基隆分部根據1899年《基隆要塞防禦（永久）要領書》中，因應恐爆發之日俄戰爭之虞而修建之「永久防禦炮台」防禦工程。，於同年7月向陸軍大臣上呈白米甕堡壘交通路特別工法及設計預算書，於同年12月12日禁型施工工程，於1901年（明治34年）11月完成配砲工事，因此白米甕堡壘同時也是基隆要塞中最早完成配砲的堡壘砲台，最終白米甕堡壘竣工於1902年（明治35年）7月30日，該系統屬海防型砲台，裝備有朝北方方向的砲座（標高約70公尺），以及四門射程約8800公尺的8吋加農砲が。並設置於形勢險要的太白莊地區，與附近的萬人頭砲臺和東岸的社寮島（現和平島）互為犄角共扼基隆港。成為負責基隆港外港海域的第一道防禦防線。
1904年2月，白米甕堡壘增建砲兵射擊指揮所，並在1907年增建將校室、兵舍、糧食支庫等設施。1927年，由於一門火砲受損，以八尺門砲臺的安式8吋加農砲作為替換。1931年，增設演習砲臺。

### 戰後
在第二次世界大戰結束後，基隆要塞與轄內設施均由中華民國國軍所接收，1947年因配合基隆要塞縮減計畫，白米甕砲台隸屬基隆要塞管理，在1957年撤銷基隆要塞後，白米甕砲台撤除駐軍，並將所有的後膛砲同時報廢。1977年，廁圊、監守衛舍和庫房交由國有財產局管理。其中廁圊作為太白莊社區的公共廁所使用。原本的砲座區則在1980年進行修復工程。
1985年8月19日，白米甕砲台被內政部指定為第三級古蹟，2004年10月12日，基隆市文化局原公告包括監守衛舍的三處附屬遺跡登錄為歷史建築，然而在國有財產局標售並由私人得標後，將附屬遺跡解除為歷史建築。
2009年10月13日，白米甕砲台公告為基隆市市定古蹟，並在2020年7月，為考量未來西岸地區整體規劃及本古蹟修復後觀光需求，基隆市文化局在「大基隆歷史場景再現整合計畫」的專案經費支援下進行白米甕砲台修復再利用工程計畫，除進行砲台區域之整修補強，包括服務中心及公共廁所，將既有庫房再利用為服務中心，並修繕涼亭、砲台坡道日式欄杆仿作及全區整修工程，在修復工事中則復原了過去已消失的觀測所鐵堡，使得該設施得以復原歷史情境。
砲台全面的修復工程則在2021年完成，整建完成的砲台則設有步道，以串連附近的基隆燈塔、球子山燈塔等景點。原庫房修復再利用後將成為旅客服務中心，並在2022年修復完成。

## 平面配置與構造

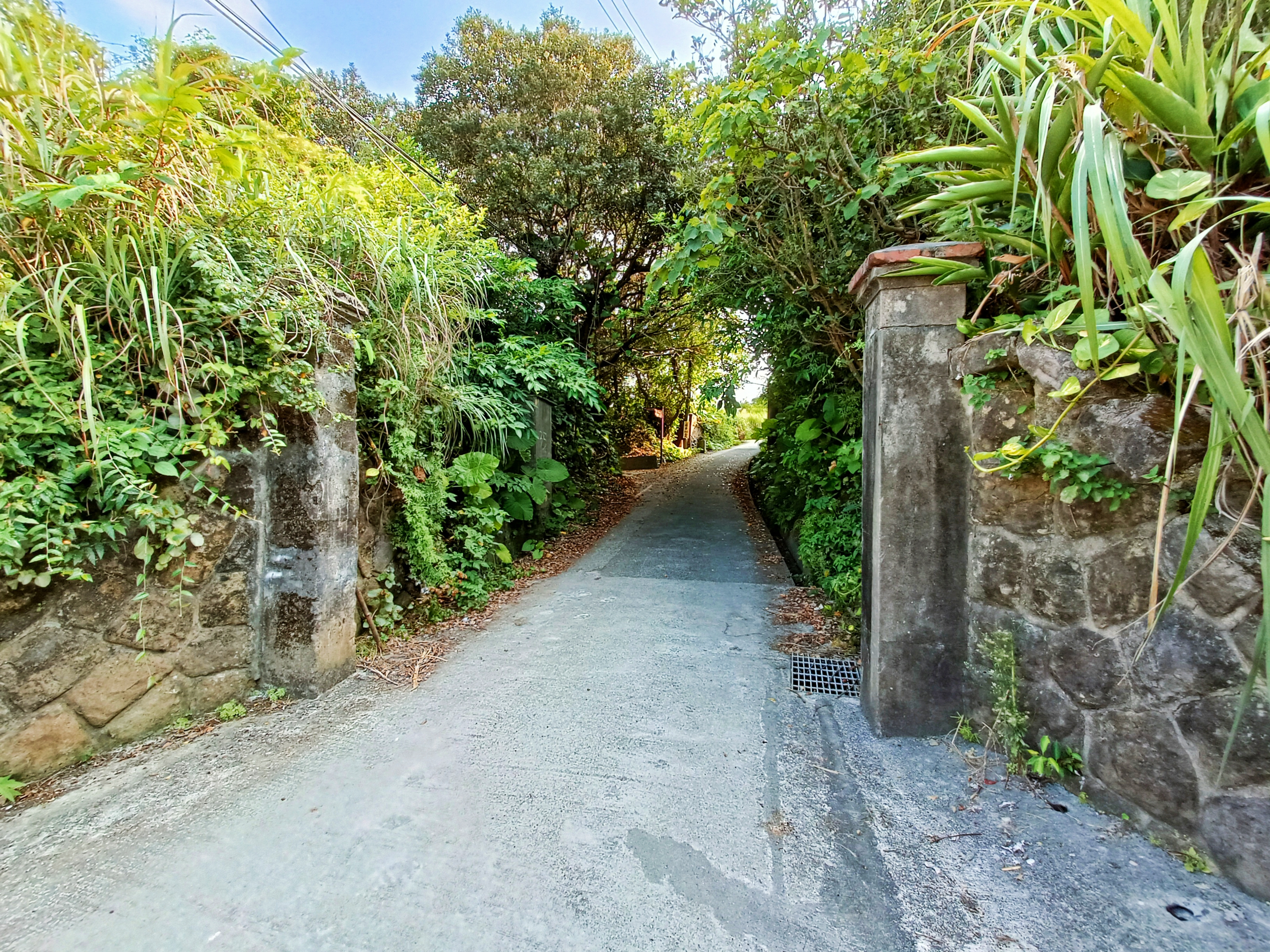
白米甕砲台的大門遺跡
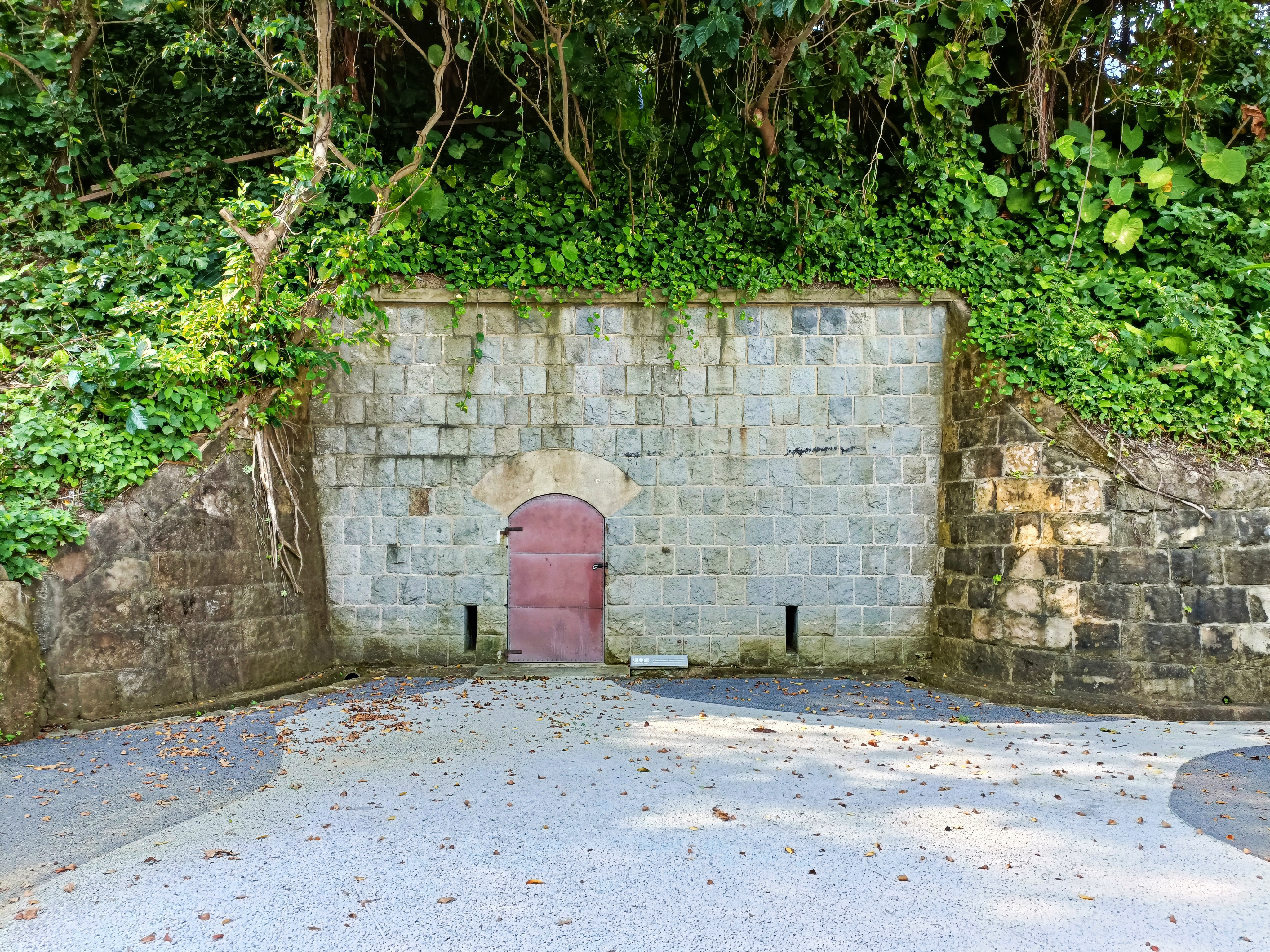
白米甕砲台彈藥庫
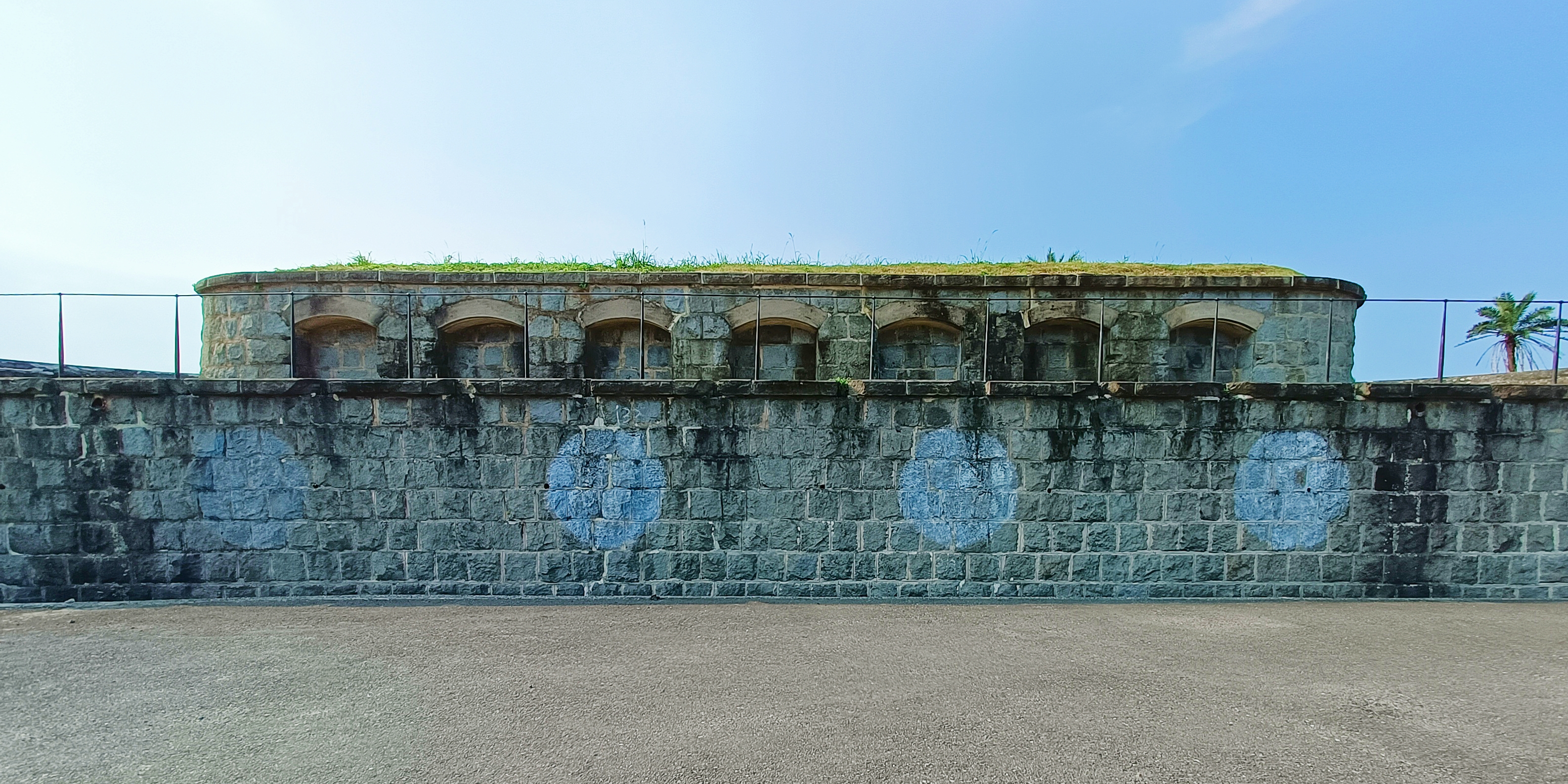
大型砲盤座
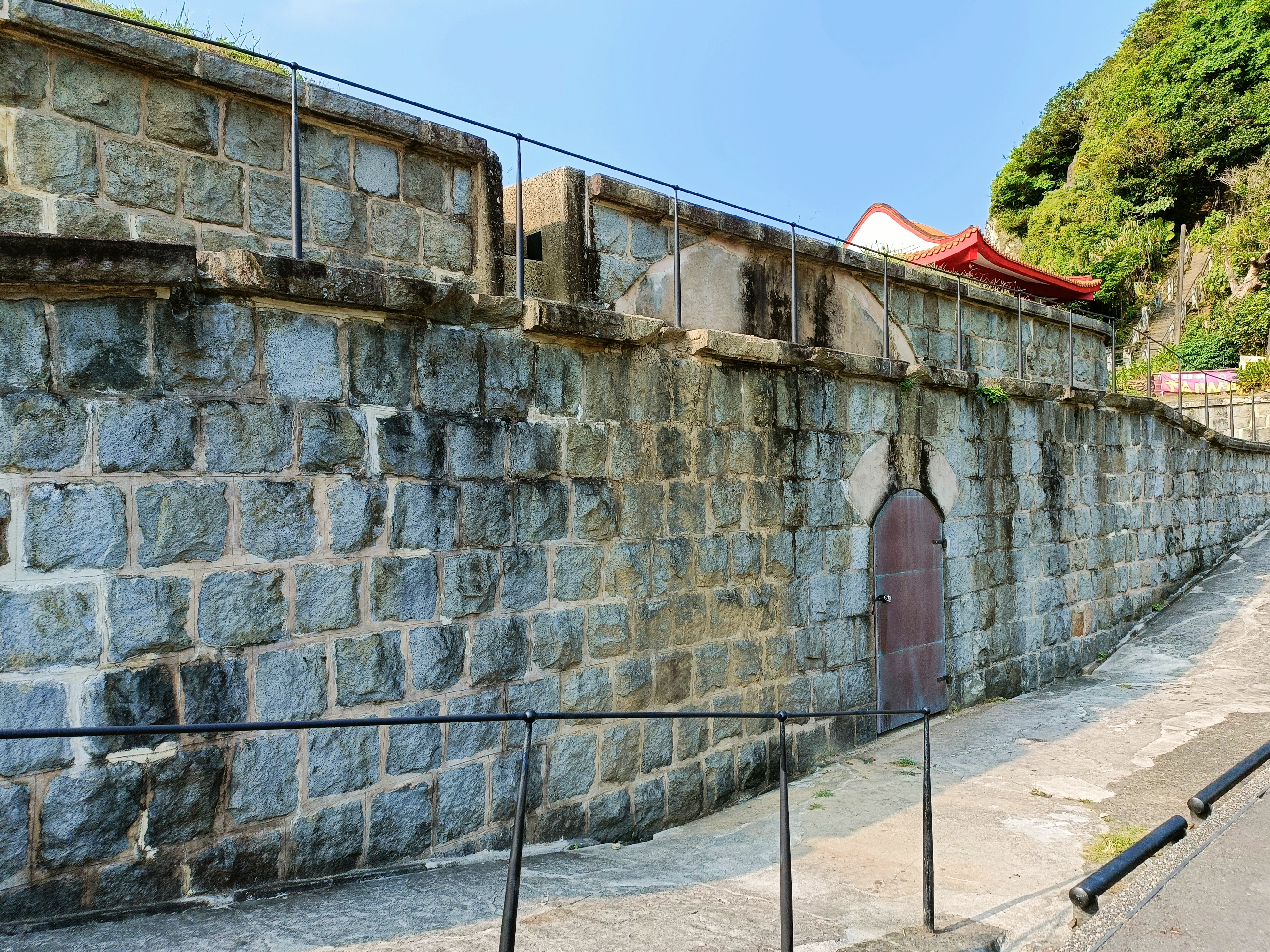
大型砲盤座近景

白米甕砲台系統依照大白莊與周圍地形而興建，配置共分為四大區域，共為砲座區、觀測區、兵舍區、庫房區。目前白米甕砲台免費向遊客開放。緊鄰東邊的區域為基隆燈塔和萬人頭砲臺遺址，西邊是協和火力發電廠。
砲座區主由混凝土及石造打造的四座大型砲座構成，砲盤座寬約12.6公尺，前方胸牆高1.72公尺，厚1.7公尺，胸牆外混凝土斜面為3公尺，主成直線形配置，坐南朝北至海灣位置，砲原配備有安式8吋加農砲4門，作為海岸平射砲射擊使用。砲座四周胸牆設有貯彈孔，後方設有運砲坡道連通砲側庫，作為砲彈緊急支援功能。
此外，白米甕砲台設有兩間拱頂砲側庫，座落於入口門寬1.05公尺，高約1.75公尺，入內則有0.5公尺厚的擋牆，上開方形小窗，主為混凝土拱頂構造，腳壁、拱頂厚度約1.1公尺，最初作為砲兵臨時待命場所，也兼作砲台附屬彈藥庫之用。
觀測區位於兩側山丘的制高點，並設有指揮所及觀測所設施，作為觀測基隆外海敵艦位置、通訊與防空作用和彈著點的監控設施。西側觀測所標高178.65公尺，最初作為砲台下達命令、通信聯絡的指揮所。該結構為半圓形混擬構造，原設有鐵堡，並於2020年的修復工事中復原。主體建築下方另增設掩蔽部、分觀測所，皆由鋼筋混凝土構成。
東側的山丘（標高103m）則設有射擊指揮所及觀測所，部分混凝土結構仍然存在。

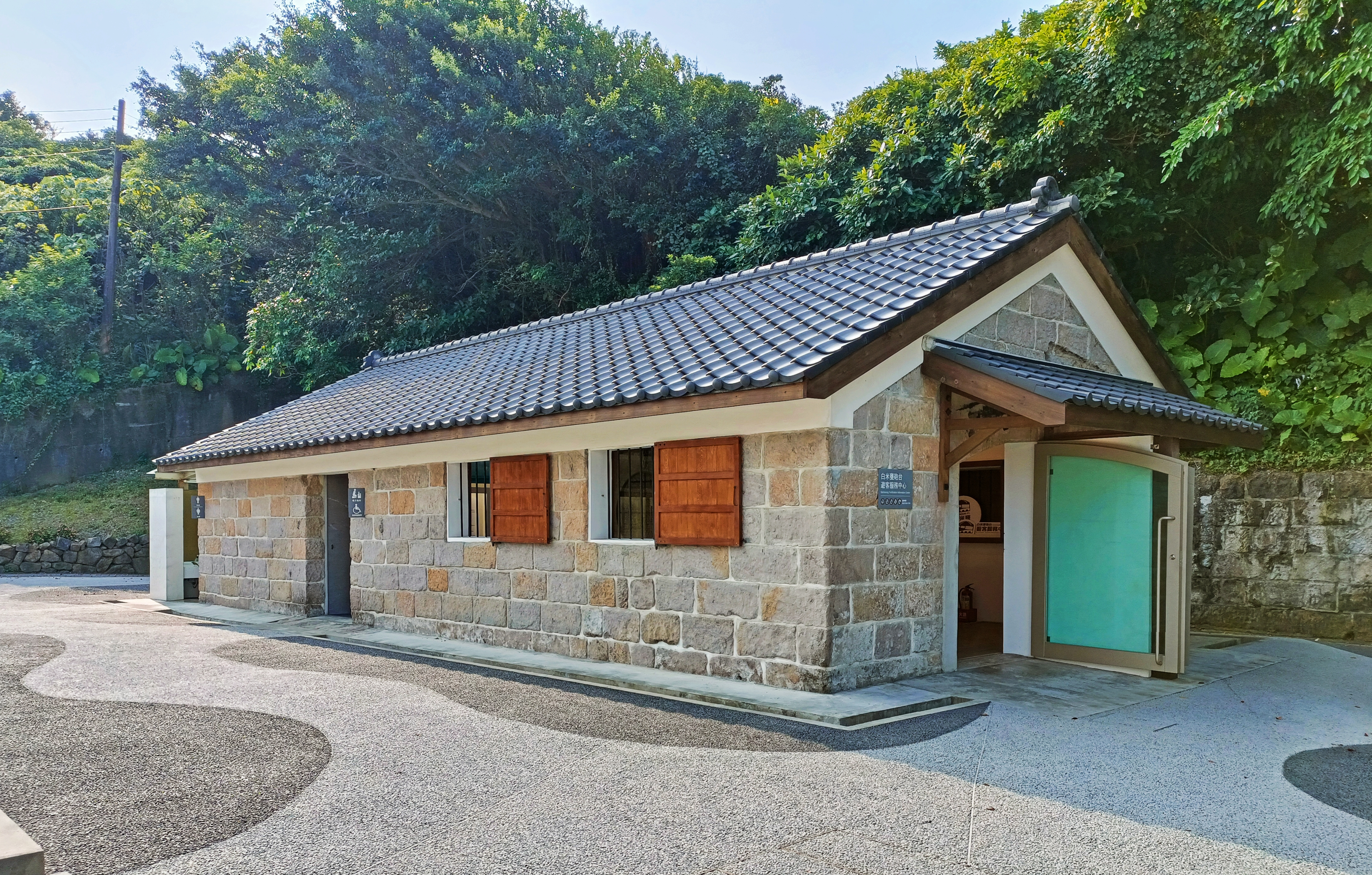
作為裝填砲彈功能的庫房，現作為遊客中心使用。
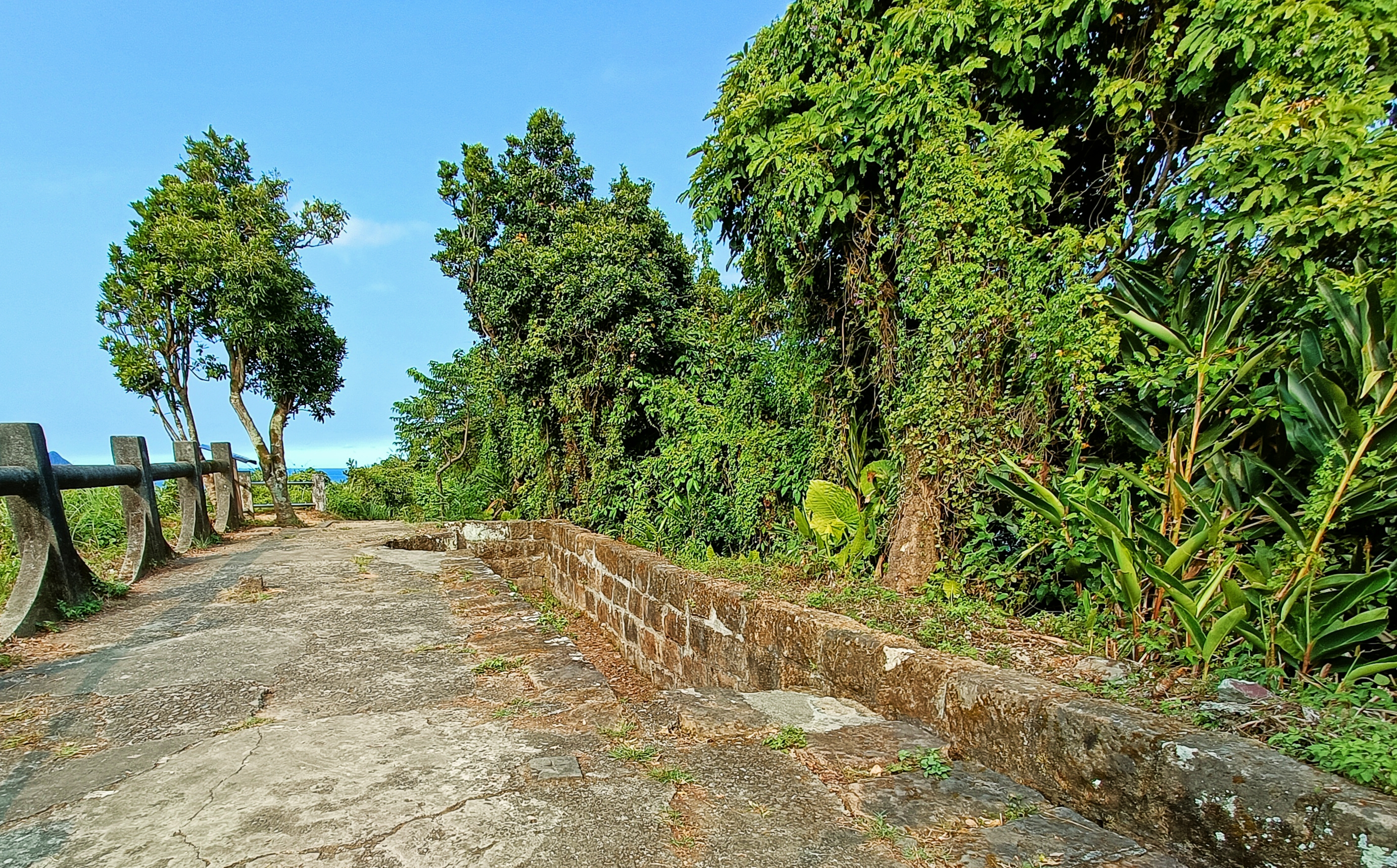
位於山丘的射擊指揮所
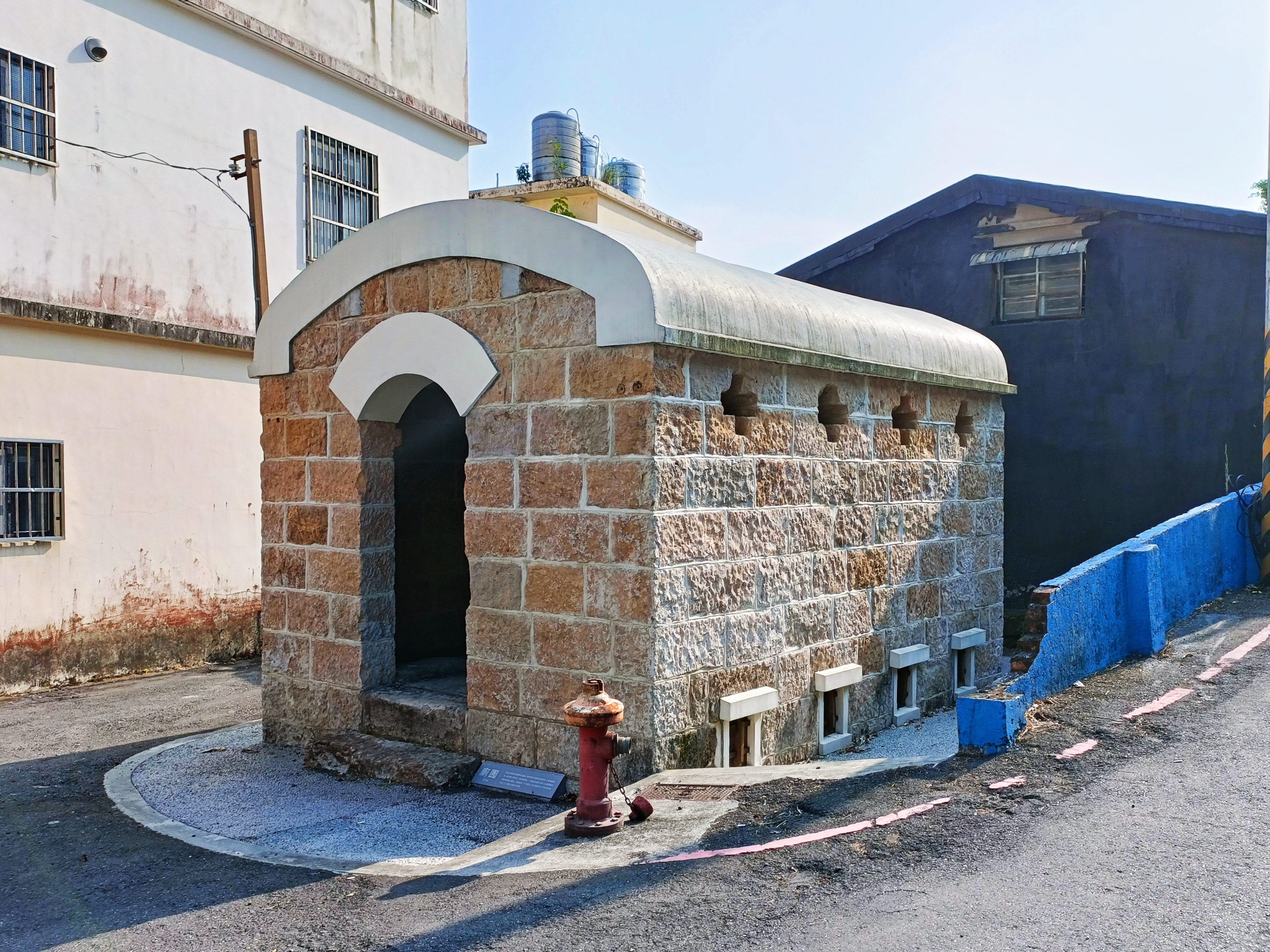
廁圊
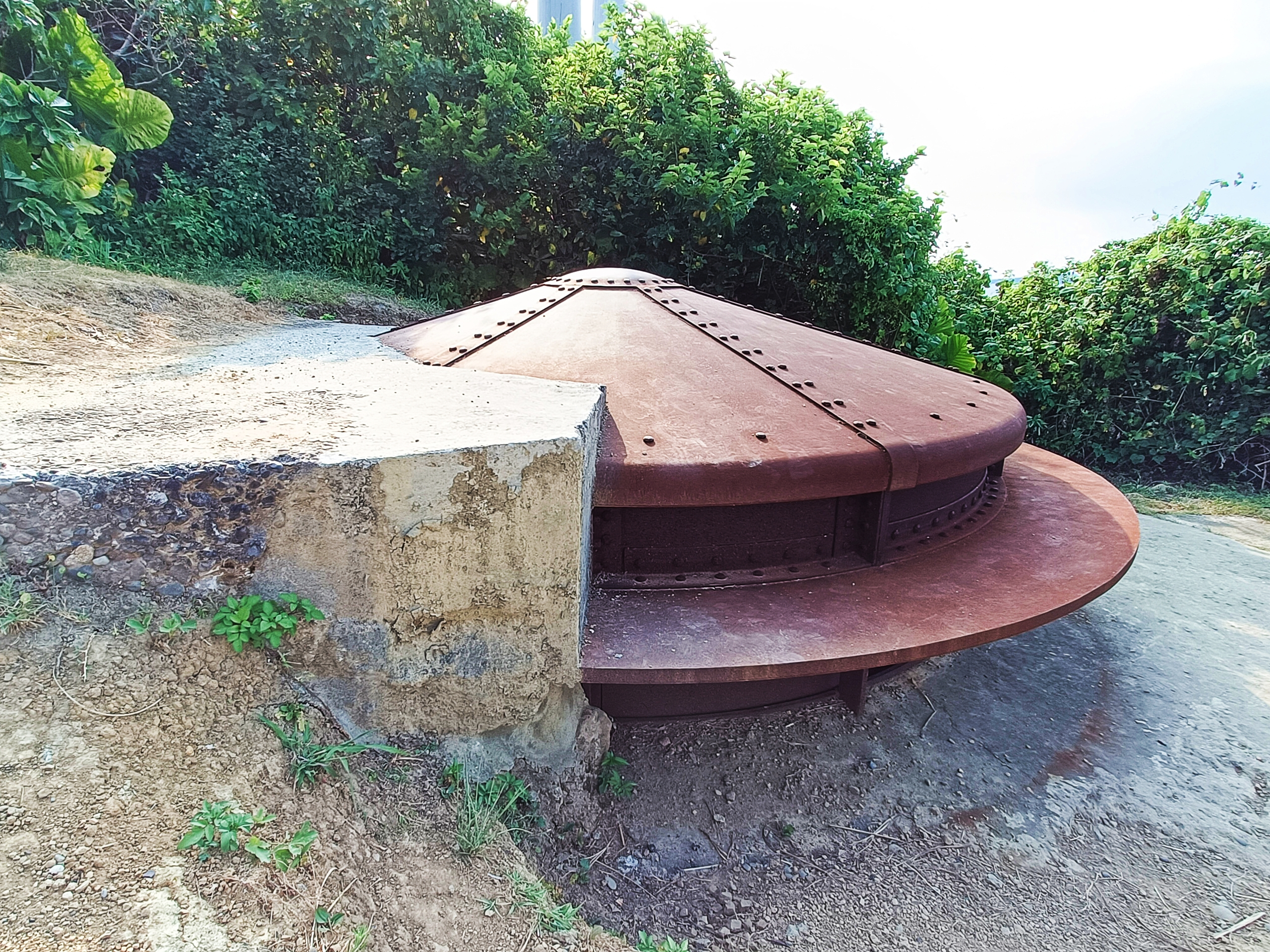
鐵堡

兵舍區、庫房區部分，共設有糧食支庫、兵舍、砲具庫、監守衛舍、炊事場、馬廄、兵器小修理所等設施，分佈於砲座區背坡各處。目前沿運車道下方存庫房、兩間廁圊（廁所）、蓄水池、彈藥庫等附屬建物。此外在附近設有木山電燈機關舍，作為木山砲台及白米甕砲台系統之支援設施。
彈藥庫為火藥支庫，位於庫房西側，該結構為混凝土拱券構成，平面採U字形平面。
監守衛舍和庫房在戰後土地為國防部軍備局，所有2005年，監守衛舍被國有財產局標售，而遭到得標地主剷平而拆除。至今僅存部分殘跡。庫房雖免於拆除，然而卻因受損而緊急維護，在2018年完成鋼棚加框、加固工程後
。於2020年起進行修復工程，在工事中復原了原有的芬克式鋼筋構造，完工後作為遊客諮詢、歷史資訊及導覽服務的服務中心使用。

## 外部連結
- 白米甕砲台——文化部文化資產局 （页面存档备份，存于）
- 白米甕砲台 —— 大基隆歷史場景再現整合計畫
- 巴達維亞城日誌 － 台灣學數位電子書資料庫 （页面存档备份，存于）
- 交通部觀光局：白米甕砲台（荷蘭城） （页面存档备份，存于）
- 基隆旅遊網：白米甕砲台（荷蘭城） （页面存档备份，存于）